# Dominion India
Het Dominion India officieel Unie van India was een onafhankelijke staat die bestond tussen 15 augustus 1947 en 26 januari 1950. Nadat de Britse kolonie Brits-Indië opgeheven werd, volgden twee dominions de kolonie op. India werd verdeeld op basis van godsdienst, in het Dominion Pakistan (huidige Pakistan en Bangladesh) werden de moslims opgenomen en in het Dominion India de Hindoes. De dominions waren koninkrijken (Commonwealth realms) met de Britse monarch George VI als staatshoofd. De koning werd vertegenwoordigd door een gouverneur-generaal. In 1950 werd de monarchie afgeschaft en werd het land de Republiek India.
Gouverneurs-Generaal
- Louis Mountbatten (1947-1948)
- Chakravarthi Rajagopalachari (1948-1950)